# 디베히어
디베히어(디베히어: ދިވެހި, 영어: Dhivehi) 또는 몰디브어는 남아시아의 섬나라 몰디브에서 사용되는 인도아리아어군의 언어이다. 몰디브의 공용어이며, 인접한 인도령 락샤드위프의 미니코이섬(Minicoy)에서도 사용된다.

## 역사
스리랑카의 싱할라어와 가까운 관계로서 함께 도서 인도아리아어군이라는 분류로 묶이기도 하나, 상호 의사소통은 불가능하다. 싱할라어와 같이 고대 스리랑카에서 쓰이던 프라크리트의 일종인 엘루어(Elu)에서 발전했으며, 전통적인 관점에 따르면 중세 싱할라어에서 분리되어 나온 것이 디베히어이다.
주변의 말라얄람어, 아랍어, 힌두스타니어, 영어 등에서 여러 영향을 받았다. 또한 영어 단어인 atoll("환초")은 디베히어에서 차용된 말이다. 대항해시대 이전까지 디베히어는 인도유럽어족 언어 중 가장 남쪽에서 사용되는 언어였다.

## 표기
아랍 문자와 같이 오른쪽에서 왼쪽으로 쓰는 타나 문자를 사용한다.